# Крушево (Гусиње)
Крушево је насеље у општини Гусиње у Црној Гори. Према попису из 2011. било је 335 становника (према попису из 2003. било је 340 становника).

## Демографија
У насељу Крушево живи 236 пунолетних становника, а просечна старост становништва износи 34,5 година (31,7 код мушкараца и 37,4 код жена). У насељу има 78 домаћинстава, а просечан број чланова по домаћинству је 4,36.
Становништво у овом насељу веома је хетерогено, уз бошњачку већину, а у последња три пописа, примећен је пад у броју становника.
|  |

| Демографија | Демографија | Демографија |
| Година      | Становника  | Становника  |
| ----------- | ----------- | ----------- |
|             |             |             |
|             |             |             |
|             |             |             |
|             |             |             |
| 1948.       | 650         |             |
| 1953.       | 736         |             |
| 1961.       | 837         |             |
| 1971.       | 801         |             |
| 1981.       | 684         |             |
| 1991.       | 656         | 523         |
| 2003.       | 505         | 340         |
| 2011.       |             | 335         |

| Национални састав према попису из 2003.‍ | Национални састав према попису из 2003.‍ | Национални састав према попису из 2003.‍ | Национални састав према попису из 2003.‍ | Национални састав према попису из 2003.‍ |
| --------------------------------------- | --------------------------------------- | --------------------------------------- | --------------------------------------- | --------------------------------------- |
|                                         |                                         |                                         |                                         |                                         |
| Бошњаци                                 | Бошњаци                                 |                                         | 200                                     | 58,82%                                  |
| Албанци                                 | Албанци                                 |                                         | 138                                     | 40,58%                                  |
| Муслимани                               | Муслимани                               |                                         | 2                                       | 0,58%                                   |

| Национални састав према попису из 2011.‍ | Национални састав према попису из 2011.‍ | Национални састав према попису из 2011.‍ | Национални састав према попису из 2011.‍ | Национални састав према попису из 2011.‍ |
| --------------------------------------- | --------------------------------------- | --------------------------------------- | --------------------------------------- | --------------------------------------- |
|                                         |                                         |                                         |                                         |                                         |
| Бошњаци                                 | Бошњаци                                 |                                         | 179                                     | 53,43%                                  |
| Албанци                                 | Албанци                                 |                                         | 144                                     | 42,98%                                  |
| Муслимани                               | Муслимани                               |                                         | 12                                      | 3,58%                                   |

| Година пописа     | 1948. | 1953. | 1961. | 1971. | 1981. | 1991. | 2003. |
| ----------------- | ----- | ----- | ----- | ----- | ----- | ----- | ----- |
| Број домаћинстава | 111   | 113   | 119   | 117   | 101   | 138   | 87    |

| Број чланова      | 1  | 2  | 3  | 4  | 5 | 6  | 7  | 8 | 9 | 10 и више | Просек |
| ----------------- | -- | -- | -- | -- | - | -- | -- | - | - | --------- | ------ |
| Број домаћинстава | 78 | 10 | 12 | 11 | 9 | 10 | 12 | 7 | 2 | 0         | 5      |

| Пол    | Укупно | Неожењен/Неудата | Ожењен/Удата | Удовац/Удовица | Разведен/Разведена | Непознато |
| ------ | ------ | ---------------- | ------------ | -------------- | ------------------ | --------- |
| Мушки  | 124    | 52               | 59           | 5              | 4                  | 4         |
| Женски | 130    | 41               | 58           | 29             | 0                  | 2         |
| УКУПНО | 254    | 93               | 117          | 34             | 4                  | 6         |

| Пол    | Укупно                    | Пољопривреда, лов и шумарство | Рибарство                            | Вађење руде и камена | Прерађивачка индустрија       |
| ------ | ------------------------- | ----------------------------- | ------------------------------------ | -------------------- | ----------------------------- |
| Мушки  | 36                        | 20                            | 0                                    | 0                    | 8                             |
| Женски | 16                        | 10                            | 0                                    | 0                    | 1                             |
| УКУПНО | 52                        | 30                            | 0                                    | 0                    | 9                             |
| Пол    | Производња и снабдевање   | Грађевинарство                | Трговина                             | Хотели и ресторани   | Саобраћај, складиштење и везе |
| Мушки  | 0                         | 0                             | 1                                    | 3                    | 0                             |
| Женски | 0                         | 0                             | 0                                    | 0                    | 1                             |
| УКУПНО | 0                         | 0                             | 1                                    | 3                    | 1                             |
| Пол    | Финансијско посредовање   | Некретнине                    | Државна управа и одбрана             | Образовање           | Здравствени и социјални рад   |
| Мушки  | 0                         | 0                             | 0                                    | 2                    | 0                             |
| Женски | 0                         | 0                             | 1                                    | 2                    | 1                             |
| УКУПНО | 0                         | 0                             | 1                                    | 4                    | 1                             |
| Пол    | Остале услужне активности | Приватна домаћинства          | Екстериторијалне организације и тела | Непознато            | Непознато                     |
| Мушки  | 2                         | 0                             | 0                                    | 0                    | 0                             |
| Женски | 0                         | 0                             | 0                                    | 0                    | 0                             |
| УКУПНО | 2                         | 0                             | 0                                    | 0                    | 0                             |